# آدولف آندرسن
آدولف آندرسن (آلمانی: Adolf Anderssen؛ زاده ۶ ژوئیهٔ ۱۸۱۸ درگذشته ۱۳ مارس ۱۸۷۹) شطرنج‌باز اهل آلمان بود که قوی‌ترین شطرنج‌باز در بیشتر سالهای دههٔ ۱۸۵۰ و ۱۸۶۰ تا قبل از اینکه از پاول مورفی در ۱۸۶۲، و از ویلهلم اشتاینیتس در ۱۸۶۶ شکست بخورد، به شمار می رفت.
طبق آمار سیستم Elo آندرسن از اولین شطرنج بازان تاریخ بود که به ریتینگ بالای ۲۶۰۰ رسید.

## اوایل زندگی
آدولف آندرسن در شهر  بیریوس در پادشاهی پروس (که وروتسواف خوانده می شود و اکنون شهری در لهستان است)
در سال ۱۸۱۸ میلادی به دنیا آمد و اکثر عمرش را در همانجا گذراند.
او در خانه ای با مادر و خواهر مجرد اش زندگی می کرد. آندرسن هرگز ازدواج نکرد. او در او در دبیرستانی در بیریوس فارغ‌التحصیل شد و به دانشگاه رفت.

## عملکرد

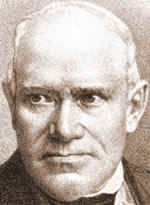
آندرسن در ادامه زندگی خود

### سبک بازی و توانایی
آندرسن بیشتر به خاطر سبک بازی خاص و قربانی های فوق العاده اش شناخته می شود.
او از سال ۱۸۵۱ تا ۱۸۷۸ در بیشتر مسابقات و تورنمنت هایی که در آن شرکت کرده بود جایزه بدست آورد 
و از موفق‌ترین شطرنج بازان اروپایی تاریخ به حساب می‌آید.
ویلهلم اشتاینیتس او را به همراه پل مورفی دو شطرنج باز برتر قرن نوزدهم میلادی معرفی می کند.
به طور کلی آندرسن پس از سال ۱۸۷۰ دچار ضعف شدید شد که منجر به شکست سخت در مقابل پل مورفی و تحقیر مقابل ویلهلم اشتاینیتس شد.
او پس از سال ۱۸۷۸ به دلیل ناهنجاری سلامتی در اکثر مسابقات شکست خورد و پس از آن فقط دو سال زنده ماند.
اما به طور کلی بسیاری از محققان او را اولین استاد بزرگ شطرنج معرفی می کنند.